# کارکمیش

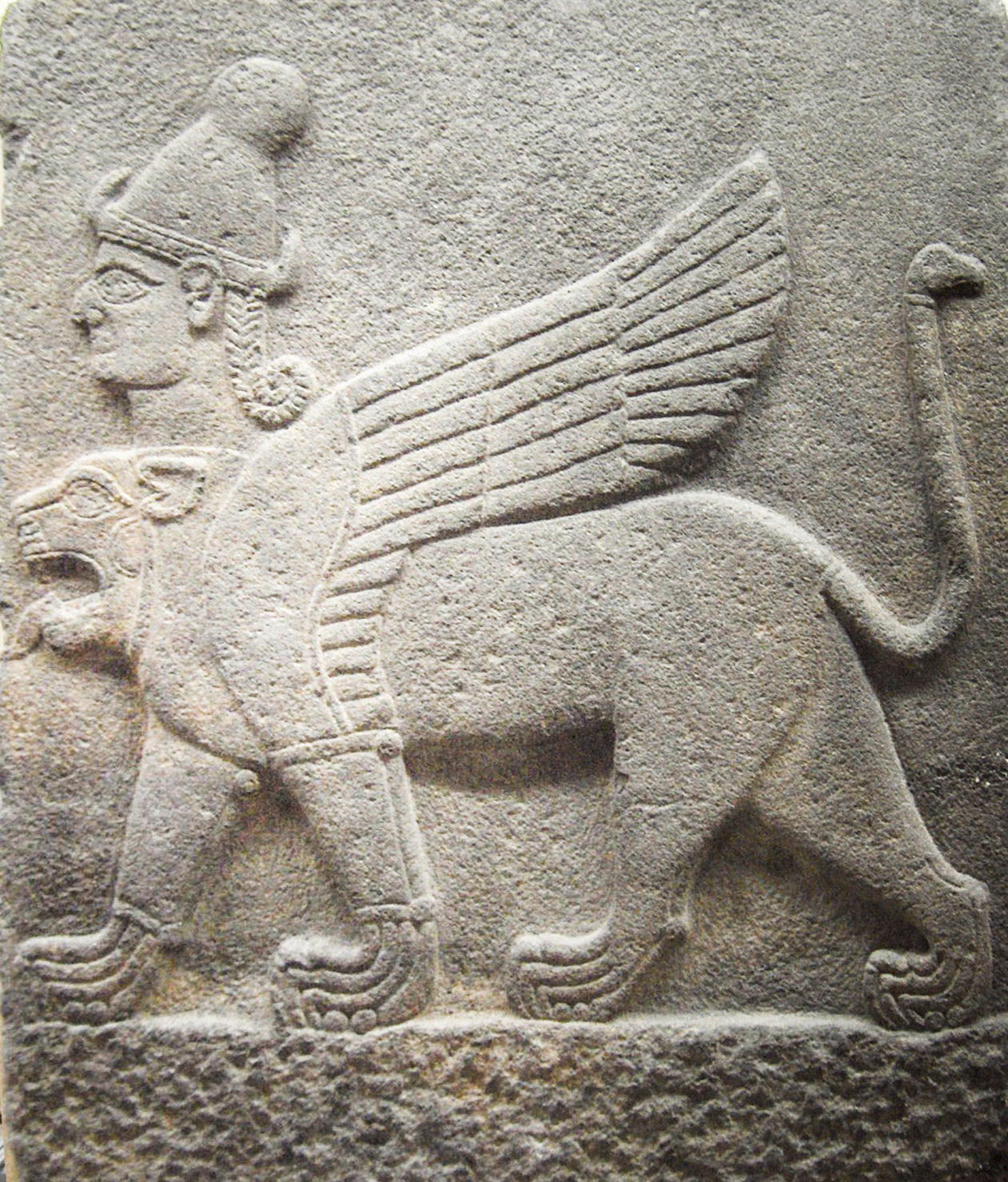
جانور افسانه‌ای با تن شیر و سر انسان و بینی‌ای چنگکی، با ویژگی‌های نژادی وابسته به هیتی‌ها یا لووی‌ها، مربوط به شیوهٔ هنری پسین هیتی با تأثیراتی از آرامی‌ها(۸۵۰–۷۵۰ پیش از میلاد)، یافته شده در کارکمیش؛ این اثر امروزه در موزهٔ تمدن آناتولی در آنکارا نگاه داشته‌می‌شود.

کارکمیش (‎/ˈkɑːrkəmɪʃ/‎ KAR-kəm-ish یا ‎/kɑːrˈkiːmɪʃ/‎ kar-KEE-mish), کارچمیش (ترکی استانبولی: Karkamış), پایتخت باستانی مهمی در شمال منطقه سوریه و کرانهٔ باختری فرات بوده است. در دوره‌هایی در طول تاریخ این شهر مستقل بود، اما بخشی از امپراتوری‌های میتانی، هیتی و آشوری نو نیز بود. ویرانه‌های امروزین آن در جرابلس در مرز میان کشورهای کنونی ترکیه و سوریه جای دارد.
نام این شهر در تورات به ریخت کارمکَیش آمده است. یونانیان و رومیان این شهر را اروپوس می‌خواندند.

## تاریخچه
یافته‌های باستانی دیرینگی این شهر را به دوران نوسنگی می‌رساند. زمانی که فرعون تحوتموس یکم بر سوریه چیره گشت ستونی را به شادی این پیروزی در این شهر برافراشت. با مرگ آخناتون (آخن‌آتون)، شوپ‌پیلولیومای یکم شاه هیتی در پیرامون سدهٔ چهاردهم پیش از زایش بر این شهر دست یازید. به زودی کارکمیش یکی از مهم‌ترین شهرهای هیتی شد و تا سدهٔ ۱۱ پیش از میلاد به دوران اوج خود رسید.
در سدهٔ نهم پیش از زایش پادشاهان آشوری آشور-ناصیر-پال دوم و شلمنسر سوم از ساکنان این شهر باج می‌گرفتند و سرانجام سارگون دوم در ۷۱۷ (پیش از میلاد) به آنجا لشکر کشید و آن را به سرزمین‌های زیر فرمان آشوریان پیوست. این شهر مکان نبرد کرکمیش میان نیروهای متحد بابلی-مادی با نیروهای متحد مصری-باقیمانده ارتش آشوریان بود. امپراتوری بابل نو بر این شهر چیره شده و کوشش‌های فرعون‌های مصر هم برای چیرگی بر آن بیهوده بود.

## یادداشت ها
1. ↑  هیتی: 𒋼𒀀𒅗𒈩، آوانگاری: Kargamiš;[۱] لووی هیروگلیف: 𔕢𔗧𔖻𔑺، آوانگاری: Karkamis, 𔕢𔗧𔖻𔑷𔔂 Karkamis;[۲][۳] [𒆳𒃻𒂵𒈩] Error: [undefined] Error: {{Lang}}: فاقد متن (راهنما): برچسب خصوصی ناشناخته: neoassyr (راهنما);[۴] Egyptian: qꜣrjqꜣmjꜥšꜣ; Hebrew: כַּרְכְּמִישׁ Karkəmīš